# Limassolla
Limassolla är ett släkte av insekter. Limassolla ingår i familjen dvärgstritar.

## Dottertaxa tillLimassolla, i alfabetisk ordning[1]
- Limassolla aureata
- Limassolla bengalensis
- Limassolla bielawskii
- Limassolla diospyri
- Limassolla discoloris
- Limassolla discreta
- Limassolla dispunctata
- Limassolla dostali
- Limassolla dworakowskae
- Limassolla emmrichi
- Limassolla erythromaculatus
- Limassolla fasciata
- Limassolla galewskii
- Limassolla georgei
- Limassolla gratiosa
- Limassolla ishiharai
- Limassolla kakii
- Limassolla knighti
- Limassolla krasna
- Limassolla lanyua
- Limassolla lingchuanensis
- Limassolla malgaska
- Limassolla multimacula
- Limassolla multipunctata
- Limassolla perforata
- Limassolla pistaciae
- Limassolla rubrolimbata
- Limassolla schmitzi
- Limassolla sharmai
- Limassolla unica
- Limassolla varians
- Limassolla varsha
- Limassolla yunnanana
- Limassolla zelta
- Limassolla zhangi